# Una statua per papà
Una statua per papà (A Statue for Father) è un racconto di fantascienza di Isaac Asimov pubblicato per la prima volta nel 1959 sul numero di febbraio della rivista Satellite Science Fiction.
Successivamente è stato incluso nell'antologia Testi e note (Buy Jupiter and Other Stories) del 1975.
È stato pubblicato varie volte in italiano a partire dal 1976.
Il tema del viaggio a ritroso nel tempo è ripreso anche in Il figlio del tempo e La pergamena.

## Trama
Un fisico teorico e suo figlio lavorano sulla teoria del viaggio nel tempo, facendo degli esperimenti su un metodo per viaggiare a ritroso nel tempo e recuperare oggetti.
Per un caso fortuito essi riescono a recuperare un nido di uova di dinosauro che alla fine si schiudono. Nonostante i due continuino nel loro lavoro non riescono più a riprodurre l'esperimento ma, nel frattempo, i dinosauri crescono e vengono allevati come animali domestici. Un giorno uno dei dinosauri accidentalmente muore fulminato e i due protagonisti non resistono alla tentazione di assaggiarne la carne, trovandola deliziosa.
A questo punto decidono di impiantare un allevamento di dinosauri destinati a produrre carne commestibile e aprono il primo ristorante specializzato in "dinopollo". Il ristorante avrà successo e diventerà il primo di una catena.
Alla fine il fisico diventerà famoso non per i suoi successi scientifici ma per la sua scoperta culinaria.